# Kościół Wniebowzięcia Najświętszej Maryi Panny w Rychnowie
Kościół Wniebowzięcia Najświętszej Maryi Panny w Rychnowie – katolicki kościół filialny zlokalizowany we wsi Rychnów w gminie Barlinek, w powiecie myśliborskim (województwo zachodniopomorskie). Należy do parafii Niepokalanego Serca Najświętszej Maryi Panny w Barlinku.

## Historia i architektura
Kościół, wczesnogotycki, został wzniesiony w XIII wieku z granitowej kostki. Należy do najstarszych budowli sakralnych na ziemi myśliborskiej. Jest budowlą salową, sytuowaną na rzucie prostokąta. W XIX wieku został przebudowany, czego świadectwem są liczne elementy ceglane w wykonanych wówczas czworobocznej wieży dzwonnej od strony zachodniej, szczycie wschodnim, zachodniej ścianie nawy, przybudówce od strony północnej.
Wnętrze kościoła nakrywa podwyższone sklepienie kolebkowe. W środku zachowała się drewniana empora muzyczna oraz ławki, pochodzące z XIX wieku.
Po II wojnie światowej kościół został konsekrowany jako świątynia katolicka w dniu 12 stycznia 1947 roku przez ks. Józefa Czaprana.